# ブラバン・ワロン州
ブラバン・ワロン州（ブラバン・ワロンしゅう、Walloon Brabant ([brəˈbænt], アメリカにおける別の発音: [brəˈbɑːnt, ˈbrɑːbənt]; フランス語: Brabant wallon [bʁabɑ̃ walɔ̃]; オランダ語: Waals-Brabant [ˌʋaːlz ˈbraːbɑnt] ( 音声ファイル); ワロン語: Roman Payis)）は、ベルギーのワロン地域の州。州都はワーヴル (Wavre) 。
1995年、かつてのブラバント州を3つ（フラームス＝ブラバント州、ブラバン・ワロン州とブリュッセル首都圏地域）に分割して設立された。

## 行政区
州内は唯一の行政区で構成され、基礎自治体の総数は27つである。
- ニヴェール行政区（Arrondissement administratif de Nivelles）
  - 1. ボーヴシャン基礎自治体（Beauvechain）
  - 2. ブレーン＝ラッルー基礎自治体（Braine-l'Alleud）
  - 3. ブレーン＝ル＝シャトー基礎自治体（Braine-le-Château）
  - 4. シャストル基礎自治体（Chastre）
  - 5. ショーモン＝ジストゥ基礎自治体（Chaumont-Gistoux）
  - 6. クール＝サント＝エティエンヌ基礎自治体（Court-Saint-Étienne）
  - 7. ジュナップ基礎自治体（Genappe）
  - 8. グレ＝ドゥアーソ基礎自治体（Grez-Doiceau）
  - 9. ヘレスィン基礎自治体（Hélécine）
  - 10. アンクール基礎自治体（Incourt）
  - 11. イットル基礎自治体（Ittre）
  - 12. ジョドーニュ基礎自治体（Jodoigne）
  - 13. ラ・フルプ基礎自治体（La Hulpe）
  - 14. ラーン基礎自治体（Lasne）
  - 15. モン＝サン＝ギベール基礎自治体（Mont-Saint-Guibert）
  - 16. ニヴェール基礎自治体（Nivelles）
  - 17. オルプ＝ジョーシュ基礎自治体（Orp-Jauche）
  - 18. オティニー＝ルーヴァン＝ラ＝ヌーヴ基礎自治体（Ottignies-Louvain-la-Neuve）
  - 19. ペッルウェ基礎自治体（Perwez）
  - 20. ラミリー基礎自治体（Ramillies）
  - 21. レーベク基礎自治体（Rebecq）
  - 22. リクサンサール基礎自治体（Rixensart）
  - 23. テュビズ基礎自治体（Tubize）
  - 24. ヴィレール＝ラ＝ヴィル基礎自治体（Villers-la-Ville）
  - 25. ワラン基礎自治体（Walhain）
  - 26. ワーテルロー基礎自治体（Waterloo）
  - 27. ワーヴル基礎自治体（Wavre）